# 聖座駐馬來西亞大使館
教廷駐馬來西亞大使館(英語:The Apostolic Nunciature to Malaysia)是梵蒂冈（圣座）派驻馬來西亞的教廷大使馆。它位于吉隆坡17 Jalan Ampang Hilir。
2011 年 7 月 27 日， 马来西亚成为第 179 个与罗马教廷建立外交关系的国家，马来西亚代表团被提升为驻马来西亚大使。 
教廷駐馬來西亞大使館是马来西亚天主教会的一个教会办事处，具有大使级别。大使既是教皇（梵蒂冈城的国家元首）对马来西亚国王的大使，也是马来西亚天主教會与教皇（作为教会领袖）之间的代表和联络点.
大使馆大楼是在约瑟夫·马里诺大主教任大使期间建造的，是罗马教廷的第一个“完全环保”的大使馆。 

## 教廷代表名单
前往泰国、老挝和马六甲半岛的教廷代表
- 约翰·戈登（1962 年 2 月 10 日[4]－1965 年 2 月 27 日） [5]
- 安杰洛·佩德罗尼（1965 年 4 月 7 日[6]－1967 年）
- 让·雅朵（1968 年 2 月 23 日－1971 年 5 月 15 日）

前往老挝、马来西亚和新加坡的教廷代表
- 乔瓦尼·莫雷蒂（1971 年 9 月 9 日[7] - 1978 年 3 月 13 日） [8]
- 西尔维奥·洛尼（1978 年 5 月 15 日[9]－1980 年）
- 雷纳托·拉斐尔·马蒂诺（1980 年 9 月 14 日[10]－1981 年 6 月 24 日）

驻老挝和马来西亚的教廷代表
- 雷纳托·拉斐尔·马蒂诺（1981 年 6 月 24 日－1983 年 12 月 7 日） [11]

前往马来西亚和文莱的宗座代表
- 教廷雷纳托·拉斐尔·马蒂诺（1983 年 12 月 7 日[11]－1986 年 12 月 3 日） [12]
- 阿尔贝托·特里卡里科（1987 年 2 月 28 日[13]－1993 年 7 月 26 日）
- 路易吉·布雷桑（1993 年 7 月 26 日[14]－1998 年）

前往马来西亚的教廷代表
- 路易吉·布雷桑（1998－1999 年 3 月 25 日）[15]
- 阿德里亚诺·贝纳迪尼（1999 年 7 月 24 日[16]－2003 年 4 月 26 日） [17]
- Salvatore Pennacchio （2003 年 9 月 20 日[18]－2010 年 5 月 8 日） [19]
- 莱奥波尔多·吉雷利（2011 年 1 月 13 日[20]－2013 年 1 月 16 日） [21]

教廷驻马来西亚大使
- 约瑟夫·马里诺（2013 年 1 月 16 日[21]－2019 年 10 月 11 日） [22]
- Wojciech Załuski （2020 年 9 月 29 日[23]－至今）